# 산조
산조(散調)는 느린 장단으로부터 빠른 장단으로 연주하는 기악 독주의 민속 음악이다. 장구 반주가 따르며 무속 음악과 시나위에 기교가 확대되어 19세기 무렵에 만들어졌다. 

## 역사
산조는 전라도를 비롯하여 충청도·경기도 남부의 민속악인들이 주로 연주하던 것으로, 과거의 연주가들이 대부분 이 지역에서 출생했다. 따라서 산조 또한 이 지역에서 발생했다고 본다. 이 지역에서는 예로부터 이 지역의 무속음악과 관련이 있는 시나위 혹은 심방곡(心房曲·神房曲)과 그 밖에 봉장취 같은 기악합주곡이 연주되었다. 이것들이 독주악기로 연주되면서 기교가 확대되었고, 판소리의 가락을 도입하면서 산조의 틀이 잡힌 것으로 보인다. 지금 전해지는 산조 명인의 최고인(最古人)으로 김창조(金昌祖)가 있는데, 그는 조선 고종 때 가야금 산조를 처음 창제했다고 전한다. 그러나 오늘날과 같은 틀이 잡히기 전의 유사 산조는 김창조 이전에도 있었고, 김창조는 산조의 틀을 짜서 세운 것으로 보인다. 거문고 산조는 백낙준(白樂俊)이 창제했다고 전하고, 대금 산조는 박종기(朴鍾基), 해금 산조는 지용구(池龍九), 피리 산조는 최응래(崔應來)가 가장 오래된 명인으로 전한다. 아쟁 산조는 광복 후 한일섭(韓一燮)이 짠 것이다.

## 산조 악기들
- 관악기: 피리(향피리), 단소, 대금, 소금, 퉁소, 태평소, 훈(塤) 등
- 현악기: 가야금, 아쟁, 해금, 거문고, 양금 등
- 타악기: 꽹과리, 장구 등

## 장단과 조

### 장단
산조 장단으로는 진양, 중모리, 중중모리, 휘모리가 쓰이나, 바디(流)에 따라 장단의 구성이 다른 것도 있다. 박상근류(朴相根流) 가야금 산조, 지용구류 해금 산조에는 굿거리 장단이, 백낙준(白樂俊)의 거문고 산조에는 엇모리 장단이 쓰이고, 또한 자진모리를 늦은자진모리와 자진모리로, 휘모리를 휘모리와 단모리(세산조)로 세분하는 사람도 있다.

### 조
산조에서 조는 판소리에서 쓰이는 용어를 그대로 쓴다. 산조에 쓰이는 조는 우조, 평조, 계면조, 경드름(京調), 강산제, 설렁제(덜렁제, 드렁조)가 있는데, 이것들 중에서 어떤 것은 선법(旋法)을, 어떤 것은 선율형을 뜻한다. 